# Yser
Yser (nizozemsky IJzer) je 78 km dlouhá řeka, která pramení v severní Francii a ústí v Belgii do Severního moře.
Její povodí má plochu 381 km².

## Yser ve Francii
Řeka Yser pramení v nadmořské výšce pouhých 35 m mezi Buysscheure a Lederzeele v departementu Nord.
Pokračuje přes Bollezeele, Esquelbecq a Bambecque k belgické hranici.
Na francouzském území má délku přibližně 30 km, překonává výškový rozdíl 27 m a průměrný sklon činí 0,9 ‰.

## Yser v Belgii
V Belgii Yser protéká provincií Západní Flandry a městy Diksmuide a Nieuwpoort, kde se vlévá do Severního moře.
Yser odvodňuje přibližně 5 % belgického území a je nejkratší ze tří belgických řek, které se vlévají do moře (zbývající dvě jsou Máza a Šelda).
Yser je však jediná řeka, která ústí do moře v Belgii, neboť Máza a Šelda Belgií pouze protékají a vlévají se do moře v Nizozemsku.
Během bitvy na Yseru za první světové války Belgičané otevřeli hráze na řece Yser, aby zaplavili oblast mezi Nieuwpoortem a Diksmuide a zpomalili postup německých vojsk.

## Využití
Od období Římanů do poloviny 20. století se řeka využívala k obchodním plavbám, zatímco dnes už pouze k plavbám rekreačním. Od začátku 70. let 20. století se v údolí Yseru vyrábí pitná voda.

## Fotografie

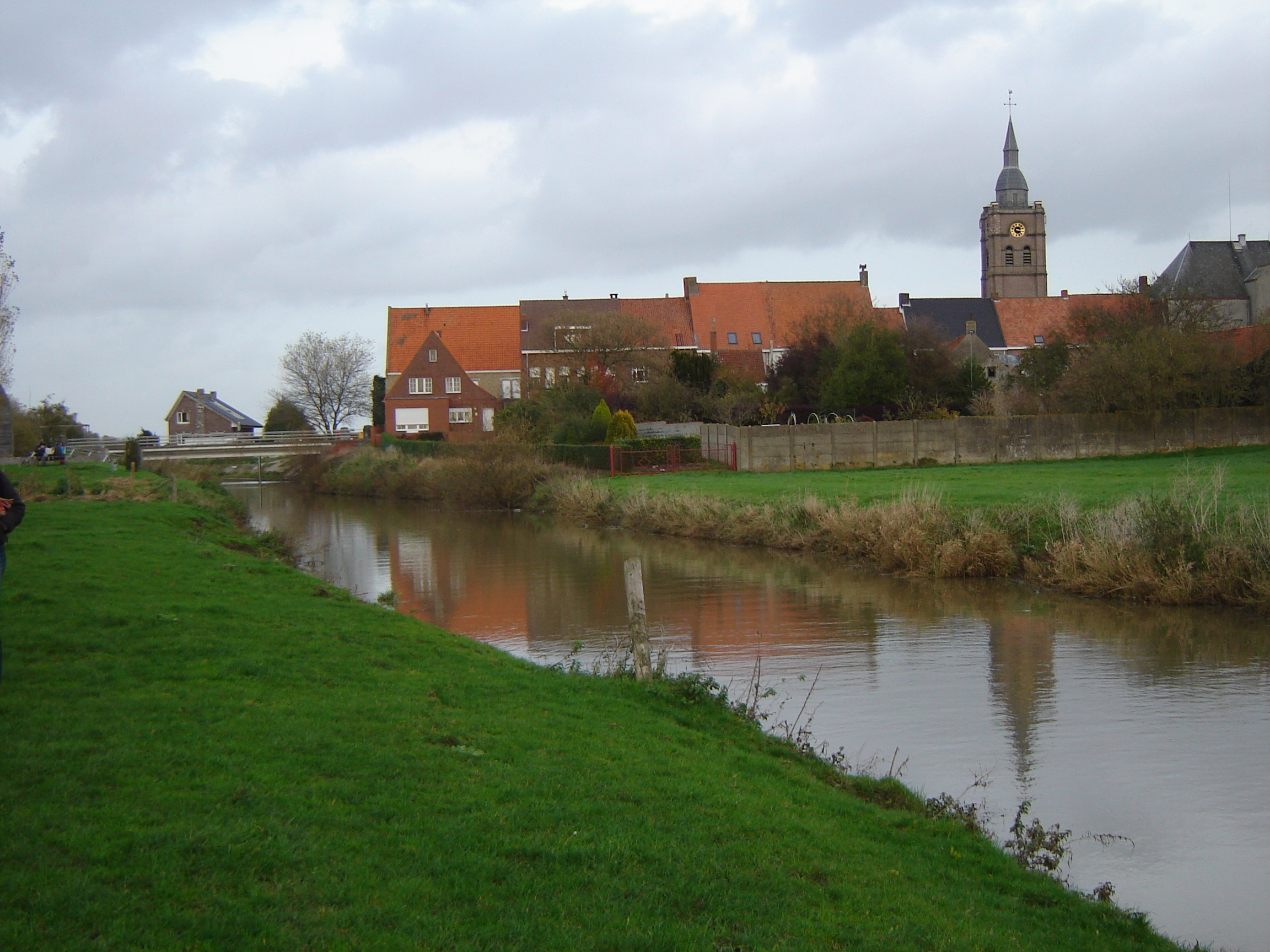
Yser v Roesbrugge
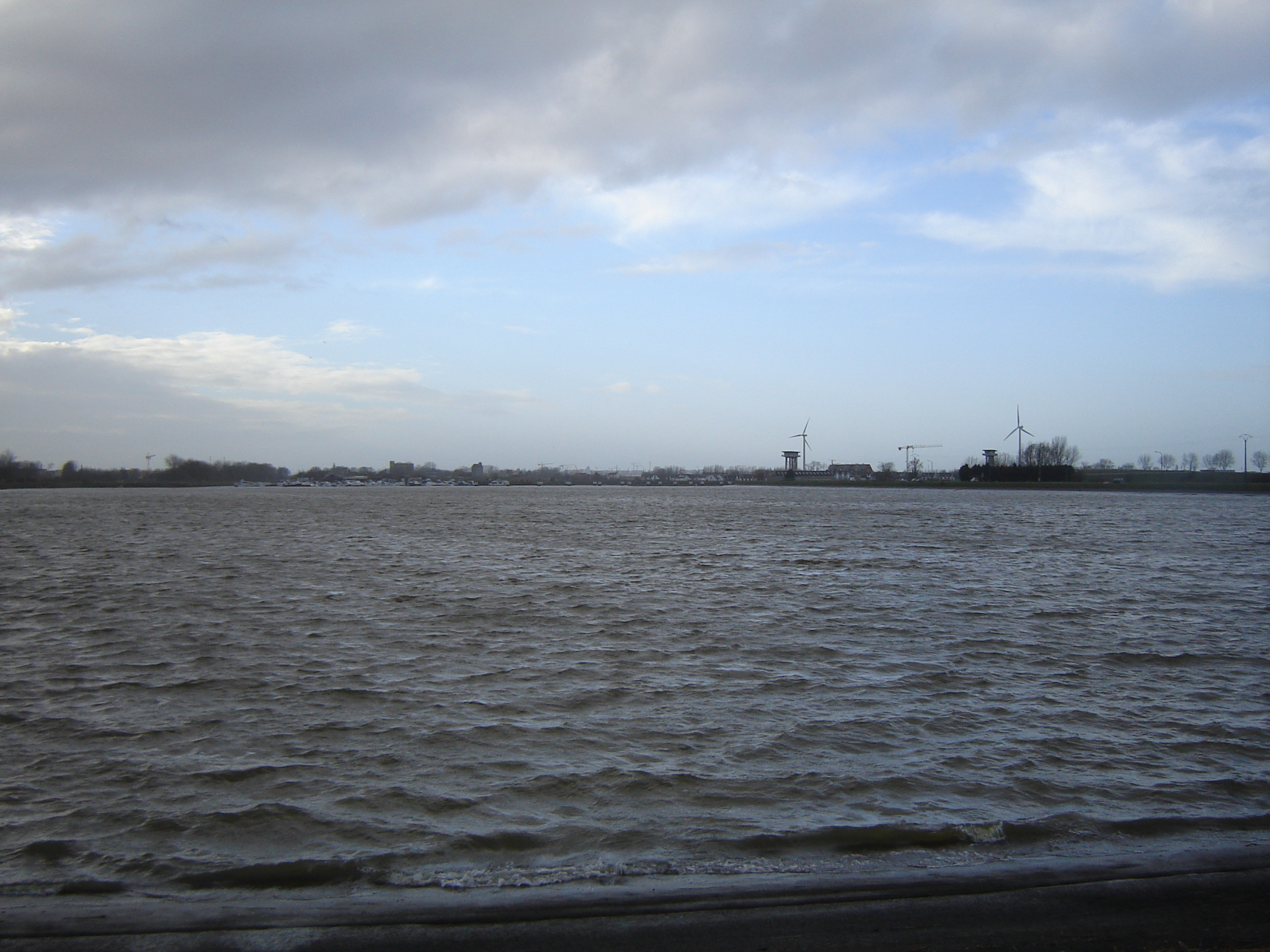
Nádrž na Yseru v Sint-Joris (Nieuwpoort)
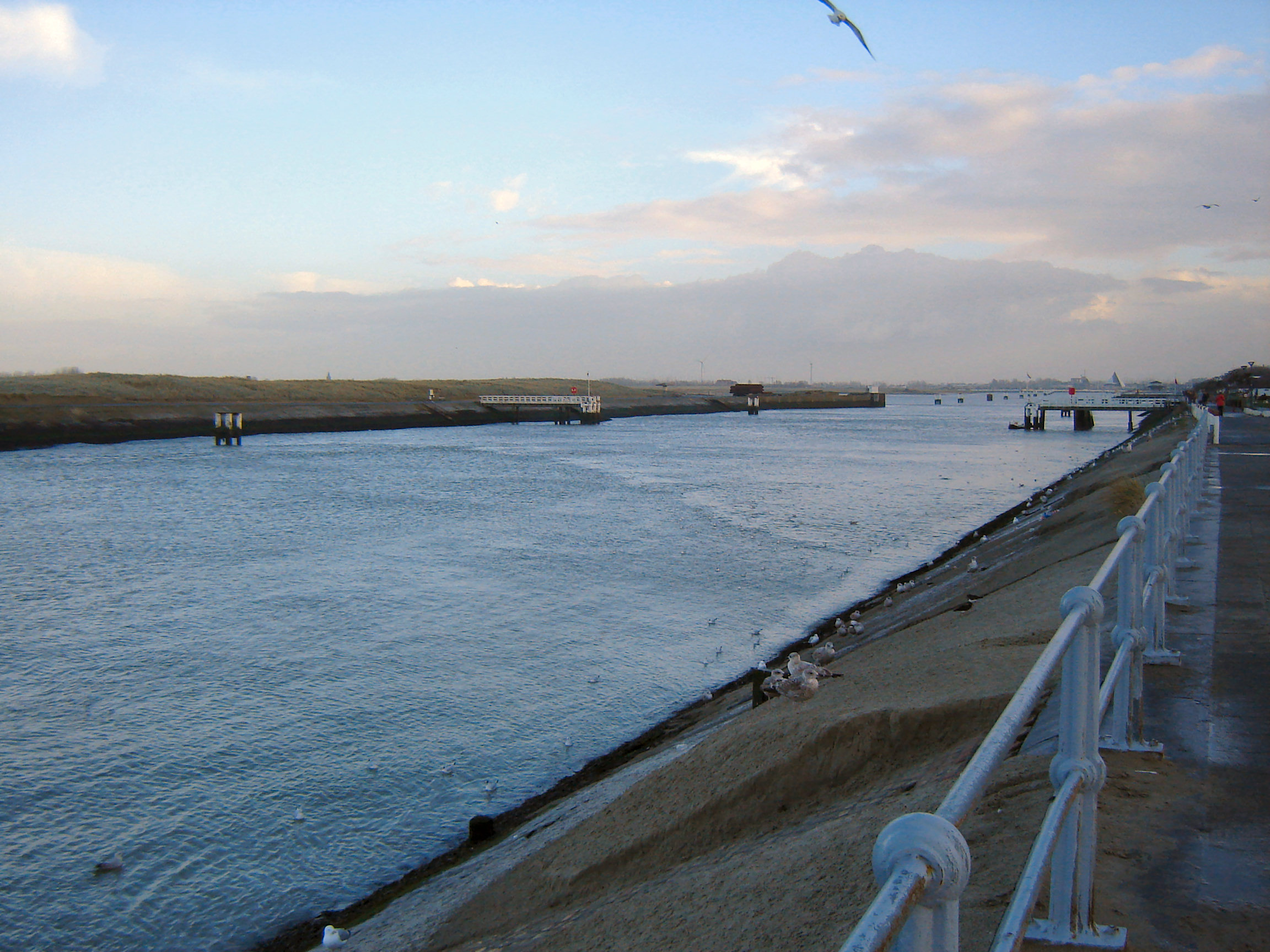
Yser v Nieuwpoortu